# Passiflora kermesina
Passiflora kermesina Link & Otto – gatunek rośliny z rodziny męczennicowatych (Passifloraceae Juss. ex Kunth in Humb.). Występuje endemicznie w Brazylii (w stanach Espírito Santo, Minas Gerais oraz Rio de Janeiro). 

## Morfologia

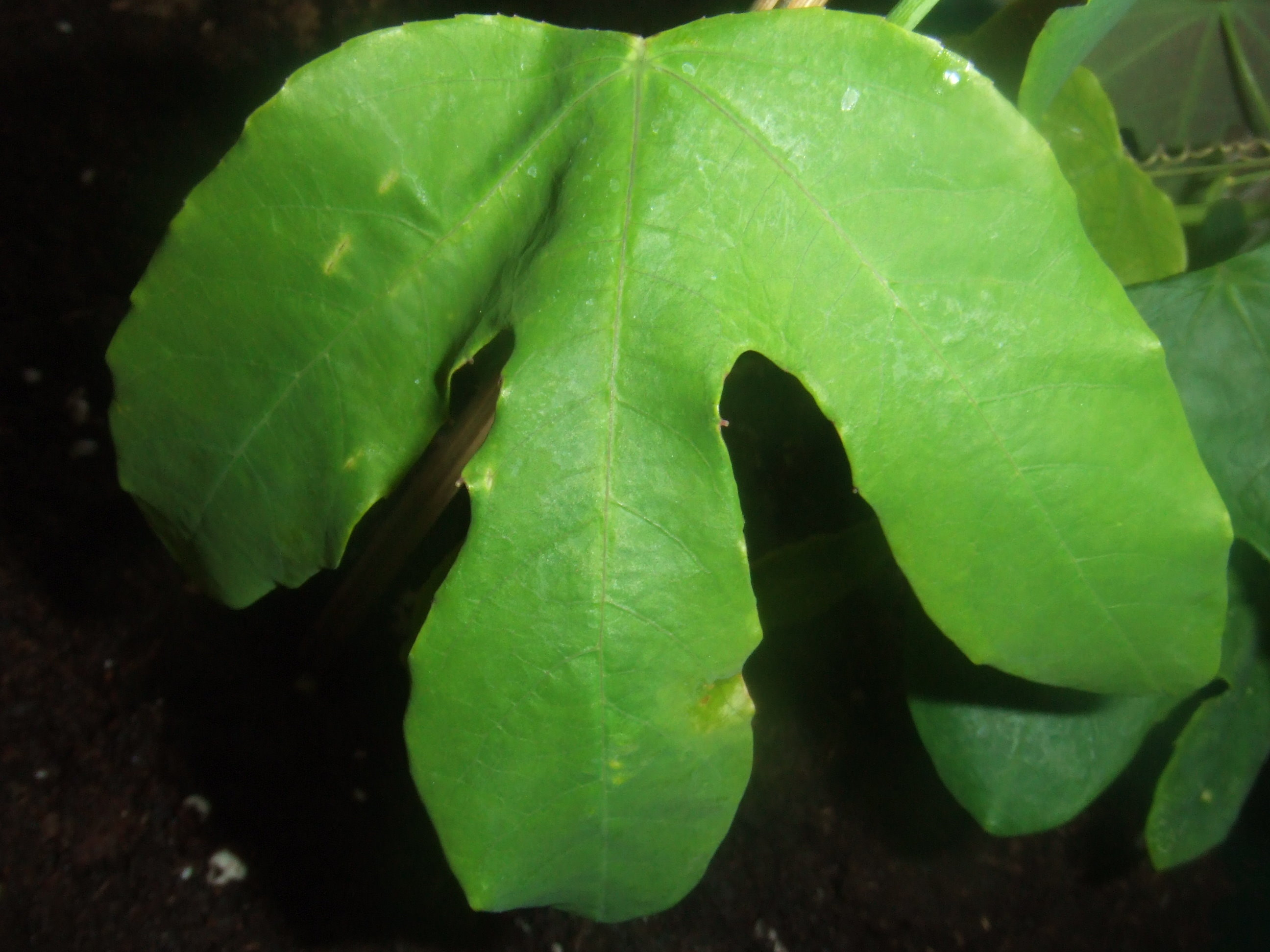
Liście są potrójnie klapowane

PokrójZdrewniałe, trwałe, owłosione liany.
LiściePotrójnie klapowane, rozwarte lub ostrokątne u podstawy. Mają 4–8 cm długości oraz 5–11,3 cm szerokości. Całobrzegie, z tępym lub ostrym wierzchołkiem. Ogonek liściowy jest owłosiony i ma długość 28–71 mm. Przylistki mają 10–25 mm długości.
KwiatyPojedyncze. Działki kielicha są podłużnie lancetowate, różowawe lub purpurowe, mają 3,5–5,6 cm długości. Płatki są podłużne, purpurowe, mają 3,5–5,5 cm długości. Przykoronek ułożony jest w pięciu rzędach, purpurowo-biały, ma 6–14 mm długości.
OwoceSą podłużnie jajowatego kształtu. Mają 7,5–9,5 cm długości i 2,2–3 cm średnicy.